# M.Pire
M.Pire (tiếng Hàn Quốc: 엠파이어; phát âm là 'empire') là một nhóm nhạc nam Hàn Quốc gồm bảy thành viên được ký hợp đồng với CMG Chorok Stars. Các thành viên là Taehee, Yooseung, Lumin, Haru, Red, T.O và Jerry. Nhóm ra mắt vào ngày 1 tháng 8 năm 2013 với sáu thành viên. Thành viên Lumin, trước đây được gọi là LeeU của F.Cuz, gia nhập nhóm vào tháng 10 năm 2013.
Cái tên 'M.Pire' kết hợp từ 'âm nhạc' và 'ma cà rồng', thể hiện sự cần thiết của nhóm để sống bằng âm nhạc. Tên fandom của M.Pire là Muse (뮤즈), từ viết tắt của: Mind, Understand,  Special và Encourage.

## Lịch sử

### Trước khi ra mắt
Taehee và Seo Yooseung (nghệ danh cũ của Jino) ra mắt với tư cách là một phần của BB.BBOYS, một bộ ba nam nhạc pop Hàn Quốc, ra mắt vào năm 2011. Nhóm đã phát hành một mini-album 'First Album' và một Ca khúc OST vào năm 2011, nhưng đã tan rã vào năm 2012.
Yooseung và Taehee đã trở thành thực tập sinh của Benjamin Entertainment, một công ty con của CMG Chorok Stars. Vào ngày 1 tháng 5, Benjamin Entertainment đã tiết lộ M.Pire là một nhóm sáu thành viên. Tuy nhiên, thay vì TO, đã có một thành viên thứ sáu tên là Kangon (hiện đang là thành viên của nhóm M.Paster). Họ đã biểu diễn với tư cách M.Pire lần đầu tiên tại "2013 Dream Concert" được tổ chức vào ngày 11 tháng 5 tại Sân vận động World Cup ở Seoul. trước khi ra mắt chính thức.
M.Pire cuối cùng cũng chính thức ra mắt vào ngày 1 tháng 8 năm 2013. Với sáu thành viên: Taehee, Yooseung, Haru, Red, TO, Jerry. Tất cả sáu thành viên đã trải qua 3 năm đào tạo khắc nghiệt trước khi ra mắt.

### 2013:We Can't Be Friends, On My Mind
Nhóm chính thức ra mắt vào ngày 1 tháng 8 năm 2013 với ca khúc chủ đề "We Can't Be Friends", một ca khúc dance hip-hop, do Hong Sung Min sáng tác và Ddori Jang Gun viết lời. Sân khấu ra mắt của nhóm là trên "M Countdown" của Mnet.
Trong buổi phát sóng ngày 16 tháng 10 của chương trình 'Star Family Song' của Channel A, cựu thành viên LeeU của F.Cuz đã tiết lộ rằng anh đã gia nhập nhóm tân binh và đổi nghệ danh thành Lumin. Vào ngày 27 tháng 10, một đoạn giới thiệu âm thanh của bài hát 'On My Mind' đã được phát hành thông qua tài khoản YouTube chính thức của Benjamin Entertainment. Bài hát được viết và sáng tác bởi Kim Jaejoong của JYJ như một món quà dành tặng cho nhóm. Nó cũng được tiết lộ rằng thành viên Useung đã hỗ trợ viết đoạn rap cho "On My Mind". Ca khúc trở lại chính thức và ca khúc chủ đề trong đĩa đơn thứ hai "New Born" của nhóm là "Kkadak Kkadak". M.Pire sẽ mở màn cho đợt quảng bá cho sự trở lại vào mùa thu của nhóm bằng một buổi biểu diễn trên M! Countdown vào ngày 31 tháng 10.

## Thành viên
- Taehee (태희)
- Useung (유승)
- Lumin (루민)
- Red (레드)
- Haru  (하루)
- T.O. (티오)
- Jerry (제리)

## Danh sách đĩa nhạc

### Đĩa đơn
| Năm  | Thông tin chi tiết | Thứ hạng cao nhất | Thứ hạng cao nhất   | Doanh số      |
| Năm  | Thông tin chi tiết | Tuần của Gaon     | Hàng tháng của Gaon | Doanh số      |
| ---- | --- | ----------------- | ------------------- | ------------- |
| 2013 | "Carpe Diem" - Phát hành: 1 tháng 8 năm 2013 - Định dạng: Tải xuống kỹ thuật số - Nhãn: Benjamin Entertainment Danh sách bài hát 1. "너랑 친구 못해 (Can't Be Friends With You)" 2. "너랑 친구 못해 (Can't Be Friends With You) (Inst.)" | -                 | -                   | - KOR: -      |
| 2013 | "New Born" - Phát hành: 30 tháng 10 năm 2013 - Định dạng: CD, tải xuống kỹ thuật số - Nhãn: Benjamin Entertainment Danh sách bài hát 1. "까딱까딱 (I'm Better)" 2. "On My Mind" 3. "너랑 친구 못해 (Can't Be Friends With You)" 4. "까딱까딱 (I'm Better) (Inst.)" 5. "On My Mind (Inst.)" 6. "너랑 친구 못해 (Can't Be Friends With You) (Inst.)" | 19                | 61                  | - KOR: 1,000+ |
| 2014 | "Rumor" - Phát hành: 15 tháng 5 năm 2014 - Định dạng: CD, tải xuống kỹ thuật số - Nhãn: Benjamin Entertainment Danh sách bài hát 1. "그런 애 아니야 (Not That Kind of Person)" 2. "별이 되어...(0324) (Be A Star)" 3. "그런 애 아니야 (Not That Kind of Person) (Inst.)" 4. "별이 되어...(0324) (Be A Star) (Inst.)"                               | 22                | 64                  | - KOR: 820+   |

## Các phim đã đóng

### Video âm nhạc
| Năm  | Video âm nhạc              | Thời lượng |
| ---- | -------------------------- | ---------- |
| 2013 | "Can't Be Friend With You" | 3:45       |
| 2014 | "Not That Kind of Person"  | 4:05       |

## Danh sách các giải thưởng và đề cử

### Lễ hội Giải thưởng Âm nhạc Quốc tế Hawaii (HIMAF)
| Năm  | Đề cử / Tác phẩm | Giải thưởng       | Kết quả   |
| ---- | ---------------- | ----------------- | --------- |
| 2013 | M.Pire           | Ngôi sao đang lên | Đoạt giải |

### Giải thưởng Công nghiệp Làn sóng Hàn Quốc
| Năm  | Đề cử / Tác phẩm | Giải thưởng          | Kết quả   |
| ---- | ---------------- | -------------------- | --------- |
| 2013 | M.Pire           | Giải thưởng tân binh | Đoạt giải |

### Giải thưởng Liên hoan Người mẫu Châu Á
| Năm  | Đề cử / Tác phẩm | Giải thưởng              | Kết quả   |
| ---- | ---------------- | ------------------------ | --------- |
| 2014 | M.Pire           | Giải thưởng Ngôi sao mới | Đoạt giải |